# Noronha

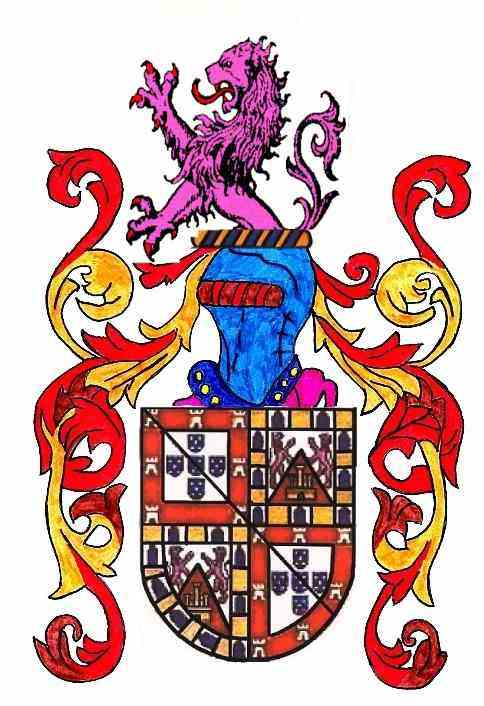
Brasão da família Noronha.

 Noronha  é um apelido de família da onomástica da língua portuguesa com raízes toponímicas.

## Origens históricas
Família das mais ilustres da Península Ibérica, tem raízes toponímicas, sendo o nome tirado da vila de Noreña em Astúrias, outorgada em condado pelo rei D. Henrique II de Castela, Rei de Castela, ao seu filho natural Afonso Henriques, conde de Gijón e Noronha havido antes do casamento em Elvira Íñiguez.
D. Afonso, conde de Noreña e Gijón, nasceu em Gijón em 1355, tendo casado com D. Isabel de Portugal, senhora de Viseu, filha natural do rei D. Fernando I de Portugal.
Todos os filhos deste casal passaram a Portugal na primeira metade do século XV, sendo órfãos e menores, chamados por seu tio D. João I, onde foram providos de grandes casas e ricos senhorios.
O primogénito, D. Pedro de Noronha, foi arcebispo de Lisboa e teve filhos legitimados por carta real, com geração, nomeadamente, nos condes dos Arcos e marqueses de Angeja. O seu irmão D. Fernando casou com a filha herdeira do primeiro conde de Vila Real, Dona Brites de Menezes.

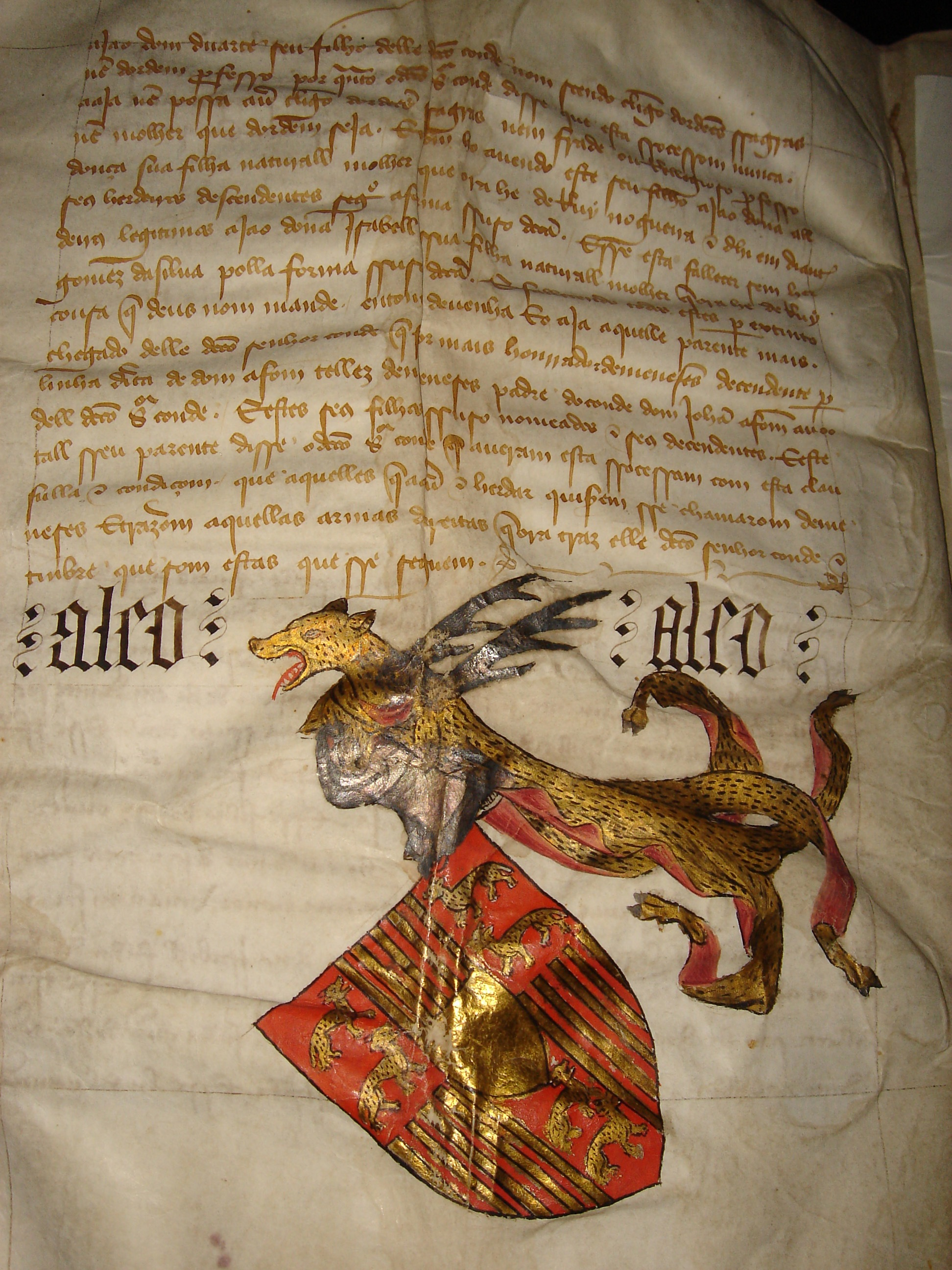
Armas de D. Pedro de Menezes no contrato de dote de 1431

Deste casamento descendem, em linha directa, os Noronha-Menezes, ou seja as famílias que usaram sucessivamente os títulos de Marquês de Vila Real, Conde de Linhares, Conde de Valadares, Marquês de Torres Novas e Conde de Parati. Outro, D. Sancho de Noronha, foi o 1º conde de Odemira. A única filha, D. Constança de Noronha, foi duquesa de Bragança pelo casamento.
Passaram aos Açores, Ilha Terceira, no século XVI na pessoa de D. Luísa de Noronha, filha de Pedro Ponce Leão, fidalgo da Casa Real e veador-mor da raínha D. Catarina, e de D. Helena de Noronha, da nobilíssima geração dos Noronhas.
Tinha esta família o seu solar na cidade de Angra, no alto da Rua do Gallo (hoje denominada de D. Amélia), no sítio onde actualmente existe o Palacete Silveira e Paulo que foi pertença do comendador João Jorge da Silveira e Paulo.
Existem outras famílias de nome Noronha que não têm esta origem. Todavia, as famílias radicadas ou com origem em Aveiro e Viseu - D. António de Menezes, neto de D. António de Noronha, 1° Conde de Linhares, foi Alcaide-Mor de Viseu, aliás como seu filho primogénito D. Pedro de Menezes, tio do 1° Conde de Valadares -  desde a primeira metade do século XV com sobrenome Noronha têm proveniência na verdadeira génese do nome.

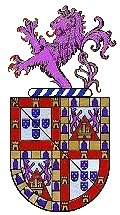
Escudo de Brasão da família Noronha.

## Brasão da familia Noronha
Escudo esquartelado, sendo os primeiro e quarto de prata, cinco escudetes de azul postos em cruz, cada qual carregado de cinco besantes do campo, postos em aspa; bordadura de vermelho, carregada de sete castelos de ouro; os segundo e terceiro um castelo de ouro, aberto, iluminado e lavrado de azul, mantelado de prata, dois leões afrontados de púrpura, armados e lampassados de vermelho; bordadura composta de ouro e veiros, de dezoito peças. Timbre: um leão do escudo sainte.

## Armas da família Noronha-Menezes
Descrição das armas representadas:

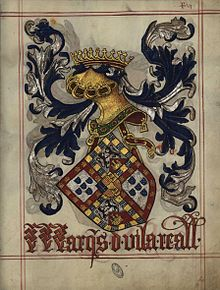
Armas dos Condes depois Marqueses de Vila Real

— Esquartejado : o I e IV de prata, cinco escudetes de azul em cruz, cada um carregado de cinco besantes do campo, bordadura de vermelho, carregada de sete castelos de oiro; o II e III de vermelho, castelo de oiro, com portas, frestas e lavrado de azul, o campo mantelado de prata, com dois leões batalhantes de púrpura, armados e linguados de vermelho, bordadura de escaques de oiro e veiros de dezasseis peças; sobre o todo: cortado de um traço, partido de dois, o que faz seis quartéis: o I de azul, estoque de prata, empunhado de oiro; o II, IV e VI de oiro, quatro palas de vermelho; o III e V de vermelho, duas onças passantes e sotopostas de oiro, mosqueadas de negro; sobre o todo do todo, de oiro liso.
— Estas armas representam as da Casa de Vila Real (Noronhas) tendo sobrepostas as assumidas pelo 1.° Conde de Vila Real, conforme estão pintadas no contrato de casamento de sua filha D. Beatriz com D. Fernando de Noronha e o primeiro quartel das últimas substituído pelo emblema da Capitania de Ceuta.

## Ao longo dos séculos os Noronhas foram
- Arcebispo de Lisboa
- Barão da Costa Noronha
- Barão de Noronha
- Bispo da Guarda
- Bispo de Bragança
- Bispo de Coimbra
- Bispo de Elvas
- Bispo de Miranda
- Bispo de Viseu
- Conde dos Arcos
- Conde da Ega
- Conde da Póvoa
- Conde de Alcoutim
- Conde de Arganil
- Conde de Armamar
- Conde de Atalaia
- Conde de Aveiras
- Conde de Cantanhede
- Conde de Castelo Mendo
- Conde de Linhares
- Conde de Maém
- Conde de Monsanto
- Conde de Odemira
- Conde de Parati (Conde de Paraty)
- Conde de Peniche
- Conde de Povolide
- Conde de São Miguel
- Conde de Valadares
- Conde de Valença
- Conde de Vila Flor
- Conde de Vila Nova de Cerveira
- Conde de Vila Real
- Conde de Vila Verde
- Conde do Prado
- Duque da Terceira
- Duque de Linhares
- Familiar do Santo Ofício
- Fidalgo da Casa Real
- Governador da Índia
- Governador de Angola
- Governador de Ceuta
- Governador de Macau
- Governador de Moçambique
- Governador de São Tomé e Príncipe
- Governadores de Diu
- Marquês das Minas
- Marquês de Alenquer
- Marquês de Angeja
- Marquês de Cascais
- Marquês de Marialva
- Marquês de Tancos
- Marquês de Torres Novas
- Marquês de Vagos
- Marquês de Vila Real
- Senhor de Vila Verde
- Vedor da Fazenda
- Vice-rei da Índia
- Vice-rei do Brasil
- Visconde da Torre Bela
- Visconde de Alenquer
- Visconde de Aljezur
- Visconde de Andaluz
- Visconde de Castilho
- Visconde de Noronha